# Reverberi (album)
Reverberi è il primo album di Gian Piero Reverberi pubblicato il 1975 negli Stati Uniti dall'etichetta Pausa Records e in Italia dalla Produttori Associati.

## Il disco
Alcune tracce saranno riproposte nell'album La storia del classico dei Rondò Veneziano nel 2000.

## Tracce
1. Preludio Op. 28 N. 4 – 4:52
2. Studio Op. 10 N. 3 – 4:18
3. Preludio Op. 28 N. 20 – 10:07
4. Studio Da Concerto N. 6 – 5:51
5. Carnaval Op. 9 / 1 – 0:32
6. Carnaval Op. 9 / 2 – 5:51
7. Carnaval Op. 9 / 3 – 3:12
8. Studio Op. 10 N. 12 – 3:09